# Porto da Caloura

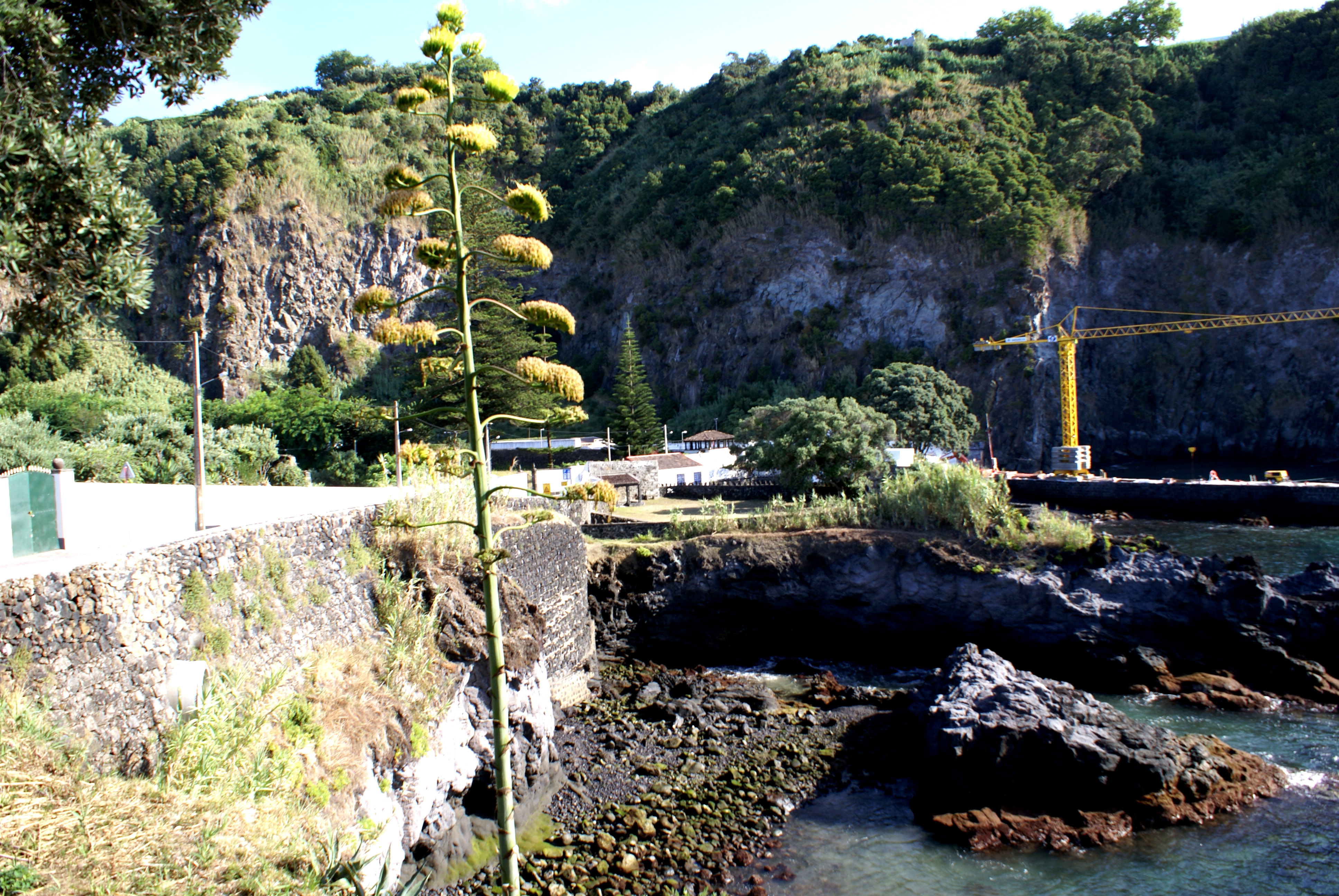
Vista parcial do Porto da Caloura, guindaste sobre o porto, ao fundo.

O Porto da Caloura é uma plataforma portuária portuguesa, localizada no povoado da Caloura, freguesia de Água de Pau, concelho da Lagoa, ilha de São Miguel, arquipélago dos Açores.
Este porto encontra-se sobranceiro a uma alta falésia de rocha basáltica e é usado por embarcações de recreio e para fins piscatórios.
Encontra-se alojado numa enseada de água abrigadas rodeado por uma paisagem onde abundam vinhas que ao abrigo de pedra negra vulcânica produzem bom vinho.
Este porto, a sua envolvência, e também a presença do Convento da Caloura, nas suas proximidade imediata dá-lhe um aspecto muito especifico ao ponto de ser um dos principais locais de descanso do concelho.